# Ligier Richier

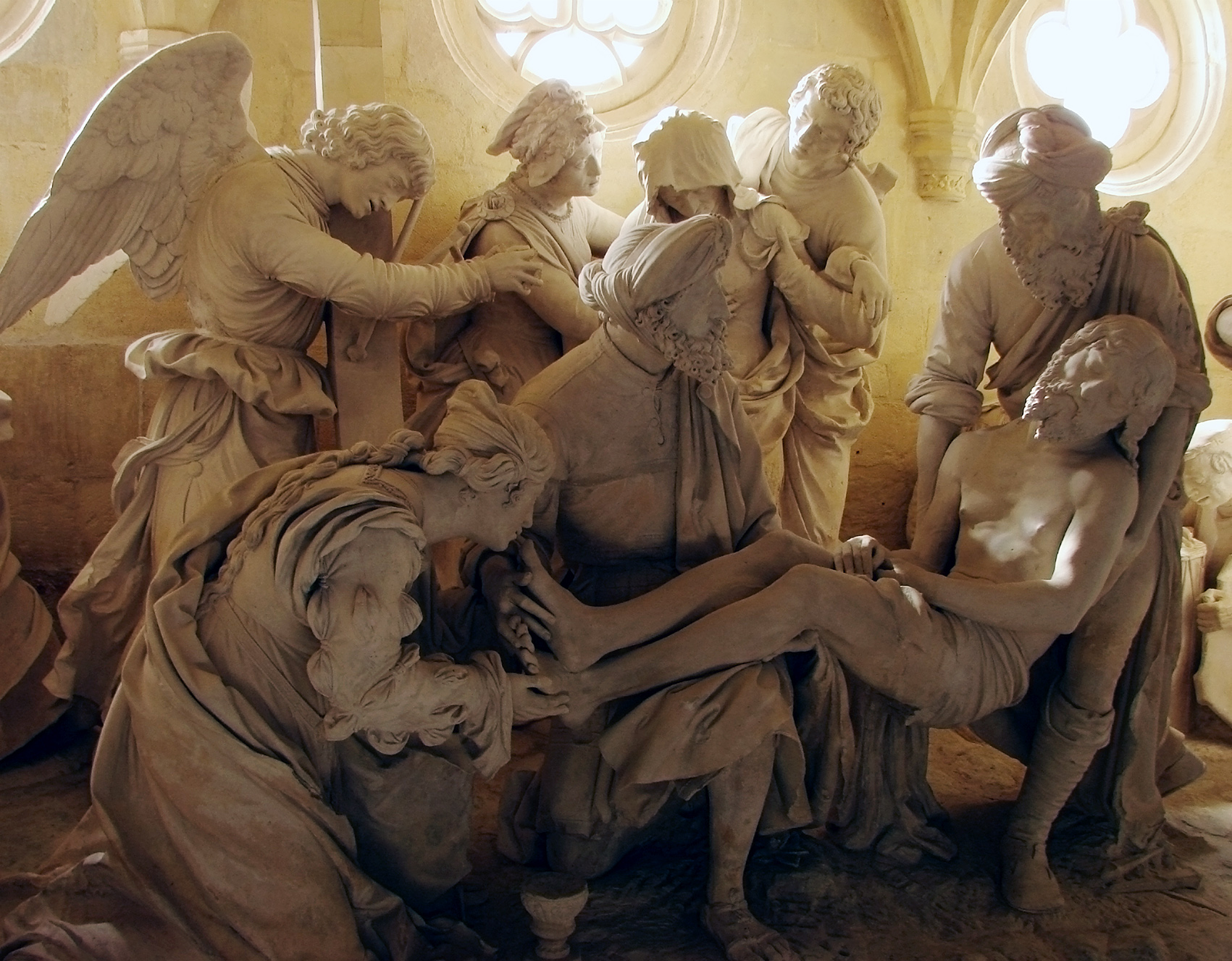
Església de Saint-Etienne de Saint-Mihiel: Enterrament de Crist de Ligier Richier

Ligier Richier (Saint-Mihiel, c. 1500 - Ginebra, 1567) va ser un escultor francès que va adoptar, sobre la base de la cultura gòtica, les formes primeres l'estil renaixentista.

## Biografia
Al servei de la cort del duc de Lorena, va crear moltes obres importants que avui es conserven principalment als departaments de Mosa i de Meurthe i Mosel·la, a la regió de Lorena.
La vida i la carrera de Richier va tenir lloc principalment a Lorena, ducat, en aquell temps, independent de França. La primera notícia que tenim de l'artista és el 1530, quan el duc de Lorena ho va cridar al seu servei. El 1543 va ser nomenat un dels quatre alcaldes de la ciutat de Saint-Mihiel.
Convertit a la religió protestant, Ligier va dirigir al duc una petició sol·licitant l'oportunitat de lliure exercici de la religió reformista, i més tard, el 1563, tement la persecució religiosa, va fugir de Lorena i es va refugiar a Ginebra, on va morir el 1567.
Les similituds posades sovint amb l'art renaixentista italià va donar lloc a la conjectura de la seva realització d'un viatge de formació a Itàlia: la hipòtesi no està documentada.

## Obra
La producció artística de Ligier és essencialment de caràcter religiós, centrant-se principalment en les qüestions del Calvari i de l'Enterrament de Crist. Particularment important al seu llenguatge artístic, és la precisió amb la qual són tractats els rostres dels personatges i la subtilesa dels plecs de les seves robes.

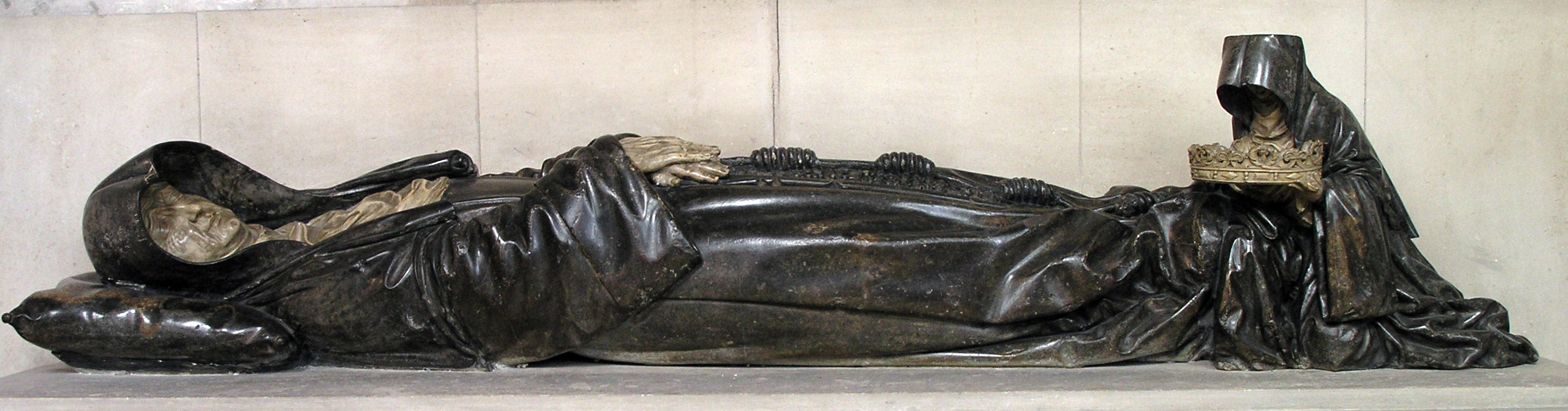
Tomba de Philippe de Gueldre a Nancy

Ligier va treballar la pedra, la fusta i l'argila, es va iniciar en un procés de tractament de la tècnica de l'encàustica amb cera per donar a la pedra calcària de Lorena l'aparença de marbre, veiem com l'aplica, per exemple, a la tomba de Philippe de Gueldre a Nancy.
Entre les seves obres més importants es poden esmentar les tretze figures del grup de l'Enterrament de Crist a l'església de Saint Etienne de Saint-Mihiel, però també la tomba de René de Chalon, Príncep d'Orange, a l'església de Saint-Etienne a Bar-le-Duc, on es veu l'estàtua d'un esquelet que, amb el seu braç aixecat, ofereix el seu cor. Aquesta escultura, és de cru realisme anatòmic que permet de veure, juntament amb els ossos, trossos de carn i pell.